# ORP Gen. K. Pułaski (272)
La fragata ORP Gen. K. Pułaski (272) es un buque de guerra de la Armada de la República Polaca.
Fue construida en a finales de los años 1970 para la Armada de los Estados Unidos como USS Clark (FFG-11), en memoria del almirante Joseph James Clark (1893-1971). El USS Clark fue puesto en grada el 17 de julio de 1978, botado el 24 de marzo de 1979, y dado de alta el 9 de mayo de 1980, y tras su entrada en servicio, se convirtió en el quinto buque de la clase de fragatas lanzamisiles Oliver Hazard Perry
Después de 20 años de servicio en la Armada de los Estados Unidos, el 15 de marzo de 2000, fue transferido a Polonia como una parte del programa de asistencia a la seguridad de aliados.
En los Estados Unidos recibió su nuevo nombre en memoria del general Kazimierz Pułaski, héroe de la Guerra de Independencia de los Estados Unidos, para conmemorar la amistad polaco-estadounidense.